# UEFA Champions League 2006/07/AC Mailand

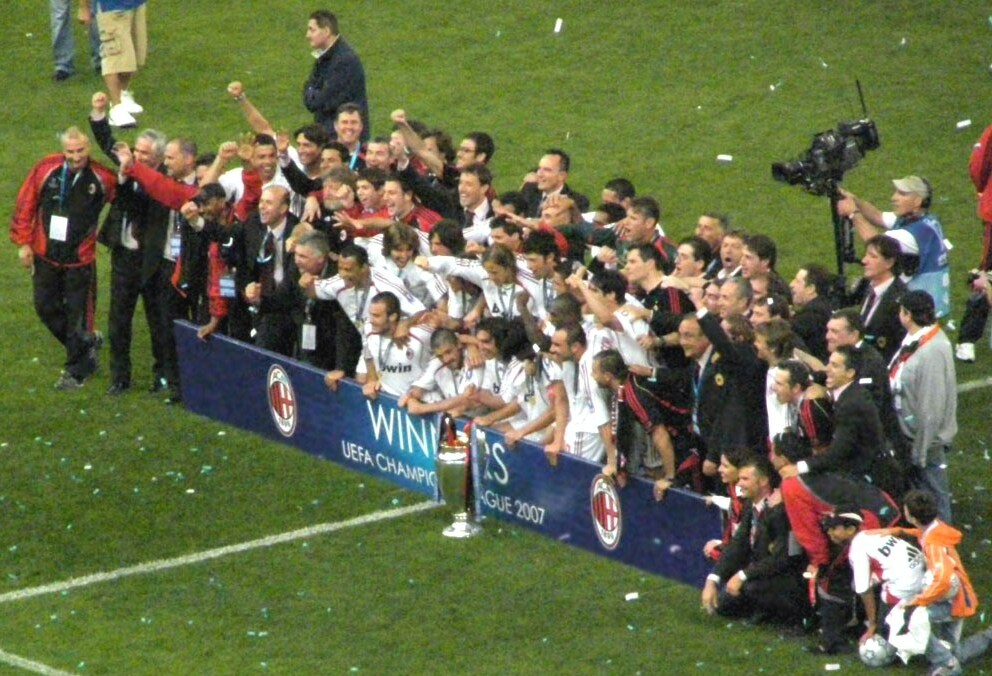
Siegerfoto AC Mailand

Der nachstehende Artikel behandelt die Statistiken der Champions-League-Spiele des späteren Siegers AC Mailand aus der Saison 2006/07.

## 3. Qualifikationsrunde
Als Drittplatzierter der italienischen Serie-A-Saison 2005/06 musste sich der AC Mailand zunächst in der 3. Qualifikationsrunde zur UEFA Champions League gegen den serbischen Meister FK Roter Stern Belgrad durchsetzen.

### AC Mailand – FK Roter Stern Belgrad 1:0 (1:0)
| AC Mailand                                                                 | AC Mailand | FK Roter Stern Belgrad | FK Roter Stern Belgrad |
| -------------------------------------------------------------------------- | --- | --- | ---------------------- |
| AC Mailand                                                                 | \| Qualifikation, Hinspiel \| \| Mittwoch, 9. August 2006 um 20:45 Uhr in Mailand (Giuseppe-Meazza-Stadion) \| \| Zuschauer: 70.510 \| \| Schiedsrichter: Jan Wegereef ( Niederlande) \|                                                                  | \| Qualifikation, Hinspiel \| \| Mittwoch, 9. August 2006 um 20:45 Uhr in Mailand (Giuseppe-Meazza-Stadion) \| \| Zuschauer: 70.510 \| \| Schiedsrichter: Jan Wegereef ( Niederlande) \|                                                                                       | FK Roter Stern Belgrad |
| AC Mailand                                                                 | Dida – Cafu (78. Cristian Brocchi), Alessandro Costacurta , Dario Šimić, Serginho – Gennaro Gattuso, Andrea Pirlo (81. Yoann Gourcuff), Clarence Seedorf – Kaká – Filippo Inzaghi, Alberto Gilardino (72. Massimo Ambrosini) Cheftrainer: Carlo Ancelotti | Ivan Ranđelović – Dušan Basta, Milan Biševac, Ibrahima Guèye, Aleksandar Pantić – Blagoj Georgiew, Dejan Milovanović (81. Dušan Đokić) – Boško Janković (90. Radovan Krivokapić), Nenad Kovačević, Marko Perović (66. Đorđe Tutorić) – Nikola Žigić Cheftrainer: Dušan Bajević | FK Roter Stern Belgrad |
| AC Mailand                                                                 | 1:0 Inzaghi (22.) | | FK Roter Stern Belgrad |
| AC Mailand                                                                 | Perović (14.), Guèye (38.) | | FK Roter Stern Belgrad |
| Qualifikation, Hinspiel                                                    | | |                        |
| Mittwoch, 9. August 2006 um 20:45 Uhr in Mailand (Giuseppe-Meazza-Stadion) | | |                        |
| Zuschauer: 70.510                                                          | | |                        |
| Schiedsrichter: Jan Wegereef ( Niederlande)                                | | |                        |

### FK Roter Stern Belgrad – AC Mailand 1:2 (0:1)
| FK Roter Stern Belgrad                                                  | FK Roter Stern Belgrad | AC Mailand | AC Mailand |
| ----------------------------------------------------------------------- | --- | --- | ---------- |
| FK Roter Stern Belgrad                                                  | \| Qualifikation, Rückspiel \| \| Dienstag, 22. August 2006 um 21:00 Uhr in Belgrad (Stadion Roter Stern) \| \| Zuschauer: 49.604 \| \| Schiedsrichter: Claus Bo Larsen ( Dänemark) \|                                                                                       | \| Qualifikation, Rückspiel \| \| Dienstag, 22. August 2006 um 21:00 Uhr in Belgrad (Stadion Roter Stern) \| \| Zuschauer: 49.604 \| \| Schiedsrichter: Claus Bo Larsen ( Dänemark) \|                                                                     | AC Mailand |
| FK Roter Stern Belgrad                                                  | Ivan Ranđelović – Dušan Basta, Milan Biševac, Ibrahima Guèye, Aleksandar Pantić (61. Milan Purović) – Blagoj Georgiew, Dejan Milovanović (81. Dušan Anđelković) – Boško Janković (53. Marko Perović), Nenad Kovačević, Dušan Đokić – Nikola Žigić Cheftrainer: Dušan Bajević | Dida – Cafu (82. Giuseppe Favalli), Alessandro Costacurta , Dario Šimić, Serginho – Gennaro Gattuso, Andrea Pirlo, Clarence Seedorf – Kaká – Filippo Inzaghi (68. Massimo Ambrosini), Alberto Gilardino (88. Marco Borriello) Cheftrainer: Carlo Ancelotti | AC Mailand |
| FK Roter Stern Belgrad                                                  | 1:2 Djokić (80.) | 0:1 Inzaghi (29.) 0:2 Seedorf (79.) | AC Mailand |
| FK Roter Stern Belgrad                                                  | Guèye (49.) | Kaká (56.) | AC Mailand |
| Qualifikation, Rückspiel                                                | | |            |
| Dienstag, 22. August 2006 um 21:00 Uhr in Belgrad (Stadion Roter Stern) | | |            |
| Zuschauer: 49.604                                                       | | |            |
| Schiedsrichter: Claus Bo Larsen ( Dänemark)                             | | |            |

## Gruppenphase

### AC Mailand – AEK Athen 3:0 (2:0)
| AC Mailand                                                                     | AC Mailand | AEK Athen | AEK Athen |
| ------------------------------------------------------------------------------ | --- | --- | --------- |
| AC Mailand                                                                     | \| 1. Gruppenspiel \| \| Mittwoch, 13. September 2006 um 20:45 Uhr in Mailand (Giuseppe-Meazza-Stadion) \| \| Zuschauer: 35.000 \| \| Schiedsrichter: Michael Riley ( England) \| \| Spielbericht \|                                                           | \| 1. Gruppenspiel \| \| Mittwoch, 13. September 2006 um 20:45 Uhr in Mailand (Giuseppe-Meazza-Stadion) \| \| Zuschauer: 35.000 \| \| Schiedsrichter: Michael Riley ( England) \| \| Spielbericht \| | AEK Athen |
| AC Mailand                                                                     | Dida – Cafu, Dario Šimić, Paolo Maldini , Giuseppe Favalli (77. Marek Jankulovski) – Cristian Brocchi (74. Massimo Ambrosini) – Gennaro Gattuso, Yoann Gourcuff – Kaká – Filippo Inzaghi, Ricardo Oliveira (70. Clarence Seedorf) Cheftrainer: Carlo Ancelotti | Stefano Sorrentino – Martin Pautasso, Traianos Dellas (55. Vladimir Ivić), Bruno Cirillo, Stavros Tziortziopoulos – Pantelis Kapetanos (46. Panagiotis Lagos), Evangelos Moras, Emerson (70. Dániel Tőzsér), Júlio César – Nikos Liberopoulos, Andrija Delibašić Cheftrainer: Llorenç Serra Ferrer ( Spanien) | AEK Athen |
| AC Mailand                                                                     | 1:0 Inzaghi (17.) 2:0 Gourcuff (41.) 3:0 Kaká (77., Foulelfmeter) | | AEK Athen |
| AC Mailand                                                                     | Maldini (23.) | Cirillo (27.), Moras (64.) | AEK Athen |
| 1. Gruppenspiel                                                                | | |           |
| Mittwoch, 13. September 2006 um 20:45 Uhr in Mailand (Giuseppe-Meazza-Stadion) | | |           |
| Zuschauer: 35.000                                                              | | |           |
| Schiedsrichter: Michael Riley ( England)                                       | | |           |
| Spielbericht                                                                   | | |           |

### OSC Lille – AC Mailand 0:0
| OSC Lille                                                                | OSC Lille | AC Mailand | AC Mailand |
| ------------------------------------------------------------------------ | --- | --- | ---------- |
| OSC Lille                                                                | \| 2. Gruppenspiel \| \| Dienstag, 26. September 2006 um 20:45 Uhr in Lens (Stade Félix-Bollaert) \| \| Zuschauer: 41.600 (ausverkauft) \| \| Schiedsrichter: Manuel Mejuto González ( Spanien) \| \| Spielbericht \|                                              | \| 2. Gruppenspiel \| \| Dienstag, 26. September 2006 um 20:45 Uhr in Lens (Stade Félix-Bollaert) \| \| Zuschauer: 41.600 (ausverkauft) \| \| Schiedsrichter: Manuel Mejuto González ( Spanien) \| \| Spielbericht \| | AC Mailand |
| OSC Lille                                                                | Tony Sylva – Matthieu Chalmé, Nicolas Plestan, Efstathios Tavlaridis (85. Rafael Schmitz), Milivoje Vitakić – Mathieu Bodmer, Jean Makoun – Abdul Kader Keïta, Nicolas Fauvergue (62. Yohan Cabaye), Grégory Tafforeau – Peter Odemwingie Cheftrainer: Claude Puel | Dida – Cafu, Alessandro Nesta, Kacha Kaladse, Marek Jankulovski – Gennaro Gattuso, Andrea Pirlo, Massimo Ambrosini – Clarence Seedorf, Kaká – Alberto Gilardino (78. Filippo Inzaghi) Cheftrainer: Carlo Ancelotti    | AC Mailand |
| OSC Lille                                                                | Cabaye (90.) | Jankulovski (88.) | AC Mailand |
| 2. Gruppenspiel                                                          | | |            |
| Dienstag, 26. September 2006 um 20:45 Uhr in Lens (Stade Félix-Bollaert) | | |            |
| Zuschauer: 41.600 (ausverkauft)                                          | | |            |
| Schiedsrichter: Manuel Mejuto González ( Spanien)                        | | |            |
| Spielbericht                                                             | | |            |

### RSC Anderlecht – AC Mailand 0:1 (0:0)
| RSC Anderlecht                                                                     | RSC Anderlecht | AC Mailand | AC Mailand |
| ---------------------------------------------------------------------------------- | --- | --- | ---------- |
| RSC Anderlecht                                                                     | \| 3. Gruppenspiel \| \| Dienstag, 17. Oktober 2006 um 20:45 Uhr in Brüssel (Constant-Vanden-Stock-Stadion) \| \| Zuschauer: 22.000 (ausverkauft) \| \| Schiedsrichter: Luis Medina Cantalejo ( Spanien) \| \| Spielbericht \|                                | \| 3. Gruppenspiel \| \| Dienstag, 17. Oktober 2006 um 20:45 Uhr in Brüssel (Constant-Vanden-Stock-Stadion) \| \| Zuschauer: 22.000 (ausverkauft) \| \| Schiedsrichter: Luis Medina Cantalejo ( Spanien) \| \| Spielbericht \|                                  | AC Mailand |
| RSC Anderlecht                                                                     | Daniel Zítka – Anthony Vanden Borre (84. Jonathan Legear), Mark De Man, Roland Juhász, Olivier Deschacht – Yves Vanderhaeghe (70. Ahmed Hassan) – Lucas Biglia, Bart Goor – Mbark Boussoufa – Mohammed Tchité, Nicolás Frutos Cheftrainer: Franky Vercauteren | Dida – Daniele Bonera, Alessandro Nesta, Kacha Kaladse, Marek Jankulovski – Andrea Pirlo – Gennaro Gattuso , Clarence Seedorf (81. Cristian Brocchi) – Kaká – Filippo Inzaghi (72. Alberto Gilardino), Ricardo Oliveira (50. Cafu) Cheftrainer: Carlo Ancelotti | AC Mailand |
| RSC Anderlecht                                                                     | 0:1 Kaká (58.) | | AC Mailand |
| RSC Anderlecht                                                                     | Vanden Borre (7.) | Kaladse (25.) | AC Mailand |
| RSC Anderlecht                                                                     | Bonera (48.) | | AC Mailand |
| 3. Gruppenspiel                                                                    | | |            |
| Dienstag, 17. Oktober 2006 um 20:45 Uhr in Brüssel (Constant-Vanden-Stock-Stadion) | | |            |
| Zuschauer: 22.000 (ausverkauft)                                                    | | |            |
| Schiedsrichter: Luis Medina Cantalejo ( Spanien)                                   | | |            |
| Spielbericht                                                                       | | |            |

### AC Mailand – RSC Anderlecht 4:1 (2:0)
| AC Mailand                                                                   | AC Mailand | RSC Anderlecht | RSC Anderlecht |
| ---------------------------------------------------------------------------- | --- | --- | -------------- |
| AC Mailand                                                                   | \| 4. Gruppenspiel \| \| Mittwoch, 1. November 2006 um 20:45 Uhr in Mailand (Giuseppe-Meazza-Stadion) \| \| Zuschauer: 37.778 \| \| Schiedsrichter: Herbert Fandel ( Deutschland) \| \| Spielbericht \|                                                     | \| 4. Gruppenspiel \| \| Mittwoch, 1. November 2006 um 20:45 Uhr in Mailand (Giuseppe-Meazza-Stadion) \| \| Zuschauer: 37.778 \| \| Schiedsrichter: Herbert Fandel ( Deutschland) \| \| Spielbericht \|                                                                    | RSC Anderlecht |
| AC Mailand                                                                   | Dida – Dario Šimić, Alessandro Nesta (19. Cafu), Paolo Maldini , Marek Jankulovski – Cristian Brocchi – Clarence Seedorf, Yoann Gourcuff (66. Gennaro Gattuso) – Kaká – Alberto Gilardino, Ricardo Oliveira (72. Andrea Pirlo) Cheftrainer: Carlo Ancelotti | Daniel Zítka – Anthony Vanden Borre (85. Jonathan Legear), Mark De Man, Roland Juhász, Olivier Deschacht – Ahmed Hassan, Lucas Biglia, Yves Vanderhaeghe (39. Serhat Akın), Mbark Boussoufa (80. Mbo Mpenza) – Bart Goor , Mohammed Tchité Cheftrainer: Franky Vercauteren | RSC Anderlecht |
| AC Mailand                                                                   | 1:0 Kaká (7., Foulelfmeter) 2:0 Kaká (22.) 3:0 Kaká (56.) 4:1 Gilardino (88.) | 3:1 Juhász (61.) | RSC Anderlecht |
| AC Mailand                                                                   | Gattuso (74.), Gilardino (89.) | Biglia (58.), Hassan (83.) | RSC Anderlecht |
| 4. Gruppenspiel                                                              | | |                |
| Mittwoch, 1. November 2006 um 20:45 Uhr in Mailand (Giuseppe-Meazza-Stadion) | | |                |
| Zuschauer: 37.778                                                            | | |                |
| Schiedsrichter: Herbert Fandel ( Deutschland)                                | | |                |
| Spielbericht                                                                 | | |                |

### AEK Athen – AC Mailand 1:0 (1:0)
| AEK Athen                                                          | AEK Athen | AC Mailand | AC Mailand |
| ------------------------------------------------------------------ | --- | --- | ---------- |
| AEK Athen                                                          | \| 5. Gruppenspiel \| \| Dienstag, 21. November 2006 um 20:45 Uhr in Athen (Olympiastadion) \| \| Zuschauer: 56.203 \| \| Schiedsrichter: Eric Braamhaar ( Niederlande) \| \| Spielbericht \| | \| 5. Gruppenspiel \| \| Dienstag, 21. November 2006 um 20:45 Uhr in Athen (Olympiastadion) \| \| Zuschauer: 56.203 \| \| Schiedsrichter: Eric Braamhaar ( Niederlande) \| \| Spielbericht \|                                                                             | AC Mailand |
| AEK Athen                                                          | Stefano Sorrentino – Bruno Cirillo, Traianos Dellas , Sokratis, Stavros Tziortziopoulos (78. Evangelos Moras) – Akis Zikos – Júlio César (86. Përparim Hetemaj), Emerson, Dániel Tőzsér (66. Ilias Kyriakidis) – Gustavo Manduca, Nikos Liberopoulos Cheftrainer: Llorenç Serra Ferrer ( Spanien) | Dida (78. Zeljko Kalac) – Cristian Brocchi, Alessandro Costacurta (46. Marek Jankulovski), Paolo Maldini , Daniele Bonera – Andrea Pirlo – Clarence Seedorf, Yoann Gourcuff – Kaká – Filippo Inzaghi, Ricardo Oliveira (70. Marco Borriello) Cheftrainer: Carlo Ancelotti | AC Mailand |
| AEK Athen                                                          | 1:0 Júlio César (32.) | | AC Mailand |
| AEK Athen                                                          | Tziortziopoulos (34.), Tőzsér (58.) | Oliveira (45.), Seedorf (75.) | AC Mailand |
| 5. Gruppenspiel                                                    | | |            |
| Dienstag, 21. November 2006 um 20:45 Uhr in Athen (Olympiastadion) | | |            |
| Zuschauer: 56.203                                                  | | |            |
| Schiedsrichter: Eric Braamhaar ( Niederlande)                      | | |            |
| Spielbericht                                                       | | |            |

### AC Mailand – OSC Lille 0:2 (0:1)
| AC Mailand                                                                   | AC Mailand | OSC Lille | OSC Lille |
| ---------------------------------------------------------------------------- | --- | --- | --------- |
| AC Mailand                                                                   | \| 6. Gruppenspiel \| \| Mittwoch, 6. Dezember 2006 um 20:45 Uhr in Mailand (Giuseppe-Meazza-Stadion) \| \| Zuschauer: 35.000 \| \| Schiedsrichter: Graham Poll ( England) \| \| Spielbericht \|                                                                            | \| 6. Gruppenspiel \| \| Mittwoch, 6. Dezember 2006 um 20:45 Uhr in Mailand (Giuseppe-Meazza-Stadion) \| \| Zuschauer: 35.000 \| \| Schiedsrichter: Graham Poll ( England) \| \| Spielbericht \|                                                                         | OSC Lille |
| AC Mailand                                                                   | Zeljko Kalac – Daniele Bonera, Dario Šimić, Kacha Kaladse, Marek Jankulovski – Andrea Pirlo – Cristian Brocchi (46. Clarence Seedorf), Massimo Ambrosini (54. Kaká) – Yoann Gourcuff – Filippo Inzaghi, Marco Borriello (72. Ricardo Oliveira) Cheftrainer: Carlo Ancelotti | Grégory Malicki – Matthieu Chalmé, Nicolas Plestan, Efstathios Tavlaridis, Grégory Tafforeau – Abdul Kader Keïta (83. Souleymane Youla), Yohan Cabaye, Jean Makoun, Mathieu Debuchy – Mathieu Bodmer (88. Nicolas Fauvergue) – Peter Odemwingie Cheftrainer: Claude Puel | OSC Lille |
| AC Mailand                                                                   | 0:1 Odemwingie (7.) 0:2 Keïta (67.) | | OSC Lille |
| AC Mailand                                                                   | Keïta (58.) | | OSC Lille |
| 6. Gruppenspiel                                                              | | |           |
| Mittwoch, 6. Dezember 2006 um 20:45 Uhr in Mailand (Giuseppe-Meazza-Stadion) | | |           |
| Zuschauer: 35.000                                                            | | |           |
| Schiedsrichter: Graham Poll ( England)                                       | | |           |
| Spielbericht                                                                 | | |           |

### Abschlusstabelle der Gruppe H
| Pl. | Verein         | Sp. | S | U | N | Tore    | Diff. | Punkte |
| --- | -------------- | --- | - | - | - | ------- | ----- | ------ |
| 1.  | AC Mailand     | 6   | 3 | 1 | 2 | 008:400 | +4    | 10     |
| 2.  | OSC Lille      | 6   | 2 | 3 | 1 | 008:500 | +3    | 09     |
| 3.  | AEK Athen      | 6   | 2 | 2 | 2 | 006:900 | −3    | 08     |
| 4.  | RSC Anderlecht | 6   | 0 | 4 | 2 | 007:110 | −4    | 04     |

## Achtelfinale

### Celtic Glasgow – AC Mailand 0:0
| Celtic Glasgow                                                   | Celtic Glasgow | AC Mailand | AC Mailand |
| ---------------------------------------------------------------- | --- | --- | ---------- |
| Celtic Glasgow                                                   | \| Achtelfinale, Hinspiel \| \| Dienstag, 20. Februar 2007 um 20:45 Uhr in Glasgow (Celtic Park) \| \| Zuschauer: 58.785 (ausverkauft) \| \| Schiedsrichter: Terje Hauge ( Norwegen) \| \| Spielbericht \|                                         | \| Achtelfinale, Hinspiel \| \| Dienstag, 20. Februar 2007 um 20:45 Uhr in Glasgow (Celtic Park) \| \| Zuschauer: 58.785 (ausverkauft) \| \| Schiedsrichter: Terje Hauge ( Norwegen) \| \| Spielbericht \|                                           | AC Mailand |
| Celtic Glasgow                                                   | Artur Boruc – Mark Wilson, Stephen McManus, Darren O’Dea, Lee Naylor – Shunsuke Nakamura, Neil Lennon (81. Thomas Gravesen), Evander Sno, Aiden McGeady – Jan Vennegoor of Hesselink, Kenny Miller (63. Jiří Jarošík) Cheftrainer: Gordon Strachan | Zeljko Kalac – Massimo Oddo, Kacha Kaladse (63. Daniele Bonera), Paolo Maldini , Marek Jankulovski – Gennaro Gattuso, Andrea Pirlo, Massimo Ambrosini – Kaká, Yoann Gourcuff – Alberto Gilardino (77. Ricardo Oliveira) Cheftrainer: Carlo Ancelotti | AC Mailand |
| Celtic Glasgow                                                   | Nakamura (36.) | Maldini (10.), Gilardino (71.) | AC Mailand |
| Achtelfinale, Hinspiel                                           | | |            |
| Dienstag, 20. Februar 2007 um 20:45 Uhr in Glasgow (Celtic Park) | | |            |
| Zuschauer: 58.785 (ausverkauft)                                  | | |            |
| Schiedsrichter: Terje Hauge ( Norwegen)                          | | |            |
| Spielbericht                                                     | | |            |

### AC Mailand – Celtic Glasgow 1:0 n.V.
| AC Mailand                                                               | AC Mailand | Celtic Glasgow | Celtic Glasgow |
| ------------------------------------------------------------------------ | --- | --- | -------------- |
| AC Mailand                                                               | \| Achtelfinale, Rückspiel \| \| Mittwoch, 7. März 2007 um 20:45 Uhr in Mailand (Giuseppe-Meazza-Stadion) \| \| Zuschauer: 52.500 \| \| Schiedsrichter: Konrad Plautz ( Österreich) \| \| Spielbericht \|                                                           | \| Achtelfinale, Rückspiel \| \| Mittwoch, 7. März 2007 um 20:45 Uhr in Mailand (Giuseppe-Meazza-Stadion) \| \| Zuschauer: 52.500 \| \| Schiedsrichter: Konrad Plautz ( Österreich) \| \| Spielbericht \|                                                                | Celtic Glasgow |
| AC Mailand                                                               | Dida – Massimo Oddo (117. Dario Šimić), Daniele Bonera, Paolo Maldini , Marek Jankulovski – Gennaro Gattuso (79. Cristian Brocchi), Andrea Pirlo, Massimo Ambrosini – Clarence Seedorf, Kaká – Filippo Inzaghi (73. Alberto Gilardino) Cheftrainer: Carlo Ancelotti | Artur Boruc – Paul Telfer, Stephen McManus, Darren O’Dea, Lee Naylor – Neil Lennon – Shunsuke Nakamura (106. Kenny Miller), Jiří Jarošík (62. Thomas Gravesen), Evander Sno (97. Craig Beattie), Aiden McGeady – Jan Vennegoor of Hesselink Cheftrainer: Gordon Strachan | Celtic Glasgow |
| AC Mailand                                                               | 1:0 Kaká (93.) | | Celtic Glasgow |
| AC Mailand                                                               | Ambrosini (42.) | McManus (41.), Naylor (56.), McGeady (86.), Lennon (104.) | Celtic Glasgow |
| Achtelfinale, Rückspiel                                                  | | |                |
| Mittwoch, 7. März 2007 um 20:45 Uhr in Mailand (Giuseppe-Meazza-Stadion) | | |                |
| Zuschauer: 52.500                                                        | | |                |
| Schiedsrichter: Konrad Plautz ( Österreich)                              | | |                |
| Spielbericht                                                             | | |                |

## Viertelfinale

### AC Mailand – FC Bayern München 2:2 (1:0)
| AC Mailand                                                                | AC Mailand | FC Bayern München | FC Bayern München |
| ------------------------------------------------------------------------- | --- | --- | ----------------- |
| AC Mailand                                                                | \| Viertelfinale, Hinspiel \| \| Dienstag, 3. April 2007 um 22:00 Uhr in Mailand (Giuseppe-Meazza-Stadion) \| \| Zuschauer: 67.500 (ausverkauft) \| \| Schiedsrichter: Juri Baskakow ( Russland) \| \| Spielbericht \|                                               | \| Viertelfinale, Hinspiel \| \| Dienstag, 3. April 2007 um 22:00 Uhr in Mailand (Giuseppe-Meazza-Stadion) \| \| Zuschauer: 67.500 (ausverkauft) \| \| Schiedsrichter: Juri Baskakow ( Russland) \| \| Spielbericht \|                                                         | FC Bayern München |
| AC Mailand                                                                | Dida – Massimo Oddo, Alessandro Nesta, Paolo Maldini , Marek Jankulovski (86. Kacha Kaladse) – Gennaro Gattuso, Andrea Pirlo, Massimo Ambrosini – Clarence Seedorf (85. Yoann Gourcuff), Kaká – Alberto Gilardino (71. Filippo Inzaghi) Cheftrainer: Carlo Ancelotti | Michael Rensing – Willy Sagnol (68. Christian Lell), Lúcio, Daniel Van Buyten, Philipp Lahm – Hasan Salihamidžić, Owen Hargreaves, Andreas Ottl, Bastian Schweinsteiger – Roy Makaay (86. Roque Santa Cruz), Lukas Podolski (68. Claudio Pizarro) Cheftrainer: Ottmar Hitzfeld | FC Bayern München |
| AC Mailand                                                                | 1:0 Pirlo (40.) 2:1 Kaká (84., Foulelfmeter) | 1:1 Van Buyten (78.) 2:2 Van Buyten (90.+3') | FC Bayern München |
| AC Mailand                                                                | Gilardino (53./2. gesperrt) | Salihamidžić (33.), Lúcio (83.) | FC Bayern München |
| Viertelfinale, Hinspiel                                                   | | |                   |
| Dienstag, 3. April 2007 um 22:00 Uhr in Mailand (Giuseppe-Meazza-Stadion) | | |                   |
| Zuschauer: 67.500 (ausverkauft)                                           | | |                   |
| Schiedsrichter: Juri Baskakow ( Russland)                                 | | |                   |
| Spielbericht                                                              | | |                   |

### FC Bayern München – AC Mailand 0:2 (0:2)
| FC Bayern München                                                | FC Bayern München | AC Mailand | AC Mailand |
| ---------------------------------------------------------------- | --- | --- | ---------- |
| FC Bayern München                                                | \| Halbfinale, Rückspiel \| \| Mittwoch, 11. April 2007 um 20:45 Uhr in München (Allianz Arena) \| \| Zuschauer: 66.000 (ausverkauft) \| \| Schiedsrichter: Manuel Mejuto González ( Spanien) \| \| Spielbericht \|                                                      | \| Halbfinale, Rückspiel \| \| Mittwoch, 11. April 2007 um 20:45 Uhr in München (Allianz Arena) \| \| Zuschauer: 66.000 (ausverkauft) \| \| Schiedsrichter: Manuel Mejuto González ( Spanien) \| \| Spielbericht \|                                | AC Mailand |
| FC Bayern München                                                | Oliver Kahn – Hasan Salihamidžić, Lúcio, Daniel Van Buyten, Philipp Lahm – Mark van Bommel – Andreas Ottl (46. Roque Santa Cruz), Christian Lell (77. Andreas Görlitz) – Owen Hargreaves – Roy Makaay (61. Claudio Pizarro), Lukas Podolski Cheftrainer: Ottmar Hitzfeld | Dida – Massimo Oddo, Alessandro Nesta, Paolo Maldini , Marek Jankulovski – Gennaro Gattuso (87. Cafu), Andrea Pirlo, Massimo Ambrosini – Clarence Seedorf (80. Yoann Gourcuff), Kaká – Filippo Inzaghi (70. Serginho) Cheftrainer: Carlo Ancelotti | AC Mailand |
| FC Bayern München                                                | 0:1 Seedorf (27.) 0:2 Inzaghi (31.) | | AC Mailand |
| FC Bayern München                                                | van Bommel (47.), Salihamidžić (73.) | | AC Mailand |
| Halbfinale, Rückspiel                                            | | |            |
| Mittwoch, 11. April 2007 um 20:45 Uhr in München (Allianz Arena) | | |            |
| Zuschauer: 66.000 (ausverkauft)                                  | | |            |
| Schiedsrichter: Manuel Mejuto González ( Spanien)                | | |            |
| Spielbericht                                                     | | |            |

## Halbfinale

### Manchester United – AC Mailand 3:2 (1:2)
| Manchester United                                                  | Manchester United | AC Mailand | AC Mailand |
| ------------------------------------------------------------------ | --- | --- | ---------- |
| Manchester United                                                  | \| Halbfinale, Hinspiel \| \| Dienstag, 24. April 2007 um 20:45 Uhr in Manchester (Old Trafford) \| \| Zuschauer: 73.820 (ausverkauft) \| \| Schiedsrichter: Kyros Vassaras ( Griechenland) \| \| Spielbericht \| | \| Halbfinale, Hinspiel \| \| Dienstag, 24. April 2007 um 20:45 Uhr in Manchester (Old Trafford) \| \| Zuschauer: 73.820 (ausverkauft) \| \| Schiedsrichter: Kyros Vassaras ( Griechenland) \| \| Spielbericht \|                                                     | AC Mailand |
| Manchester United                                                  | Edwin van der Sar – John O’Shea, Wes Brown, Gabriel Heinze, Patrice Evra – Darren Fletcher, Michael Carrick, Paul Scholes – Cristiano Ronaldo, Wayne Rooney, Ryan Giggs Cheftrainer: Alex Ferguson                | Dida – Massimo Oddo, Alessandro Nesta, Paolo Maldini (46. Daniele Bonera), Marek Jankulovski – Gennaro Gattuso (53. Cristian Brocchi), Andrea Pirlo, Massimo Ambrosini – Clarence Seedorf, Kaká – Alberto Gilardino (84. Yoann Gourcuff) Cheftrainer: Carlo Ancelotti | AC Mailand |
| Manchester United                                                  | 1:0 Cristiano Ronaldo (5.) 2:2 Rooney (59.) 3:2 Rooney (90.+1’) | 1:1 Kaká (22.) 1:2 Kaká (37.) | AC Mailand |
| Manchester United                                                  | Evra (42.), Giggs (62.) | Kaká (62.), Bonera (74.) | AC Mailand |
| Halbfinale, Hinspiel                                               | | |            |
| Dienstag, 24. April 2007 um 20:45 Uhr in Manchester (Old Trafford) | | |            |
| Zuschauer: 73.820 (ausverkauft)                                    | | |            |
| Schiedsrichter: Kyros Vassaras ( Griechenland)                     | | |            |
| Spielbericht                                                       | | |            |

### AC Mailand – Manchester United 3:0 (2:0)
| AC Mailand                                                              | AC Mailand | Manchester United | Manchester United |
| ----------------------------------------------------------------------- | --- | --- | ----------------- |
| AC Mailand                                                              | \| Halbfinale, Rückspiel \| \| Mittwoch, 2. Mai 2007 um 20:45 Uhr in Mailand (Giuseppe-Meazza-Stadion) \| \| Zuschauer: 67.500 (ausverkauft) \| \| Schiedsrichter: Frank De Bleeckere ( Belgien) \| \| Spielbericht \|                                       | \| Halbfinale, Rückspiel \| \| Mittwoch, 2. Mai 2007 um 20:45 Uhr in Mailand (Giuseppe-Meazza-Stadion) \| \| Zuschauer: 67.500 (ausverkauft) \| \| Schiedsrichter: Frank De Bleeckere ( Belgien) \| \| Spielbericht \| | Manchester United |
| AC Mailand                                                              | Dida – Massimo Oddo, Alessandro Nesta, Kacha Kaladse, Marek Jankulovski – Gennaro Gattuso (85. Cafu), Andrea Pirlo, Massimo Ambrosini – Clarence Seedorf, Kaká (86. Giuseppe Favalli) – Filippo Inzaghi (67. Alberto Gilardino) Cheftrainer: Carlo Ancelotti | Edwin van der Sar – John O’Shea (76. Louis Saha), Wes Brown, Nemanja Vidić, Gabriel Heinze – Darren Fletcher, Michael Carrick, Paul Scholes – Cristiano Ronaldo, Wayne Rooney, Ryan Giggs Cheftrainer: Alex Ferguson   | Manchester United |
| AC Mailand                                                              | 1:0 Kaká (11.) 2:0 Seedorf (30.) 3:0 Gilardino (78.) | | Manchester United |
| AC Mailand                                                              | Ambrosini (75.), Gattuso (81.) | Cristiano Ronaldo (84.) | Manchester United |
| Halbfinale, Rückspiel                                                   | | |                   |
| Mittwoch, 2. Mai 2007 um 20:45 Uhr in Mailand (Giuseppe-Meazza-Stadion) | | |                   |
| Zuschauer: 67.500 (ausverkauft)                                         | | |                   |
| Schiedsrichter: Frank De Bleeckere ( Belgien)                           | | |                   |
| Spielbericht                                                            | | |                   |

## Finale

### AC Mailand – FC Liverpool 2:1 (1:0)
| AC Mailand                                      | AC Mailand | FC Liverpool | FC Liverpool |
| ----------------------------------------------- | --- | --- | ------------ |
| AC Mailand                                      | \| Samstag, 23. Mai 2007 in Athen (Olympiastadion) \| \| Zuschauer: 71.030 (ausverkauft) \| \| Schiedsrichter: Herbert Fandel ( Deutschland) \| \| Spielbericht \| | \| Samstag, 23. Mai 2007 in Athen (Olympiastadion) \| \| Zuschauer: 71.030 (ausverkauft) \| \| Schiedsrichter: Herbert Fandel ( Deutschland) \| \| Spielbericht \| | FC Liverpool |
| AC Mailand                                      | Dida – Massimo Oddo, Alessandro Nesta, Paolo Maldini , Marek Jankulovski (80. Kacha Kaladse) – Gennaro Gattuso, Andrea Pirlo, Massimo Ambrosini – Clarence Seedorf (90.+2' Giuseppe Favalli), Kaká – Filippo Inzaghi (88. Alberto Gilardino) Cheftrainer: Carlo Ancelotti | Pepe Reina – Steve Finnan (88. Álvaro Arbeloa), Jamie Carragher, Daniel Agger, John Arne Riise – Xabi Alonso, Javier Mascherano (78. Peter Crouch) – Jermaine Pennant, Steven Gerrard , Boudewijn Zenden (59. Harry Kewell) – Dirk Kuyt Cheftrainer: Rafael Benítez ( Spanien) | FC Liverpool |
| AC Mailand                                      | 1:0 Inzaghi (45.) 2:0 Inzaghi (82.) | 2:1 Kuyt (89.) | FC Liverpool |
| AC Mailand                                      | Gattuso (40.), Jankulovski (54.) | Mascherano (58.), Carragher (60.) | FC Liverpool |
| Samstag, 23. Mai 2007 in Athen (Olympiastadion) | | |              |
| Zuschauer: 71.030 (ausverkauft)                 | | |              |
| Schiedsrichter: Herbert Fandel ( Deutschland)   | | |              |
| Spielbericht                                    | | |              |

## Galerie

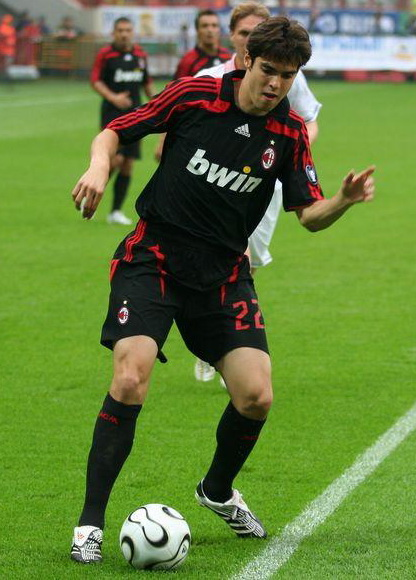
Kaká
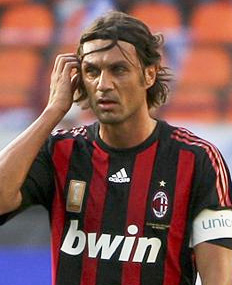
Paolo Maldini
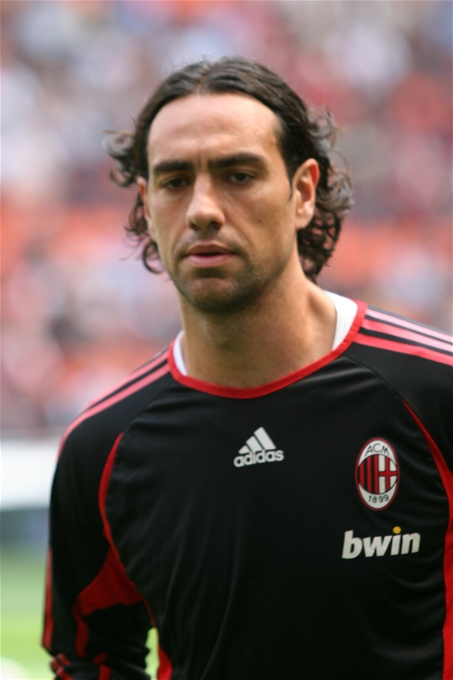
Alessandro Nesta
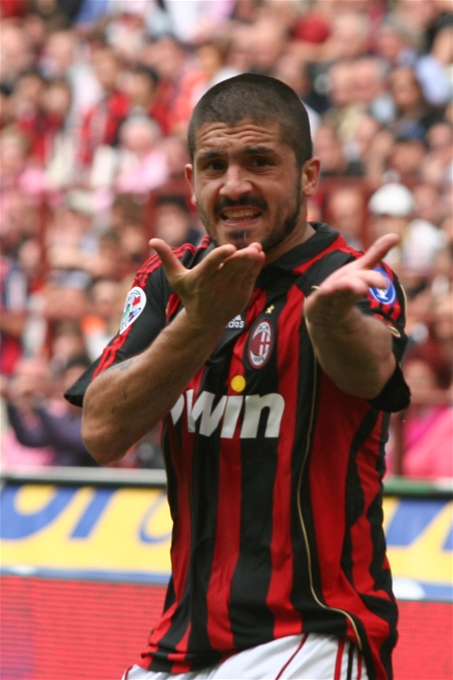
Gennaro Gattuso
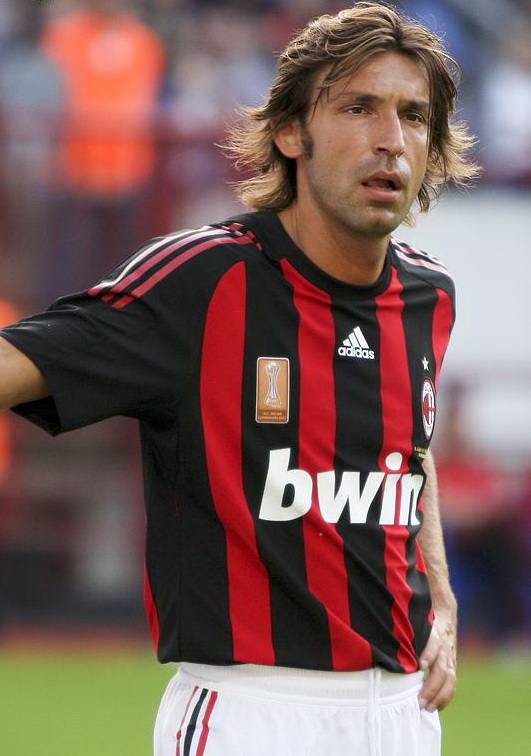
Andrea Pirlo
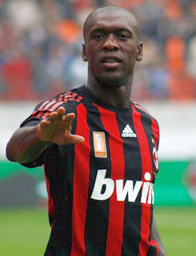
Clarence Seedorf
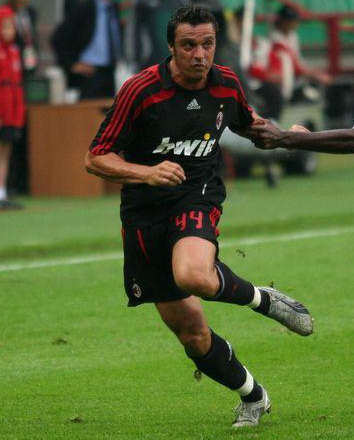
Massimo Oddo
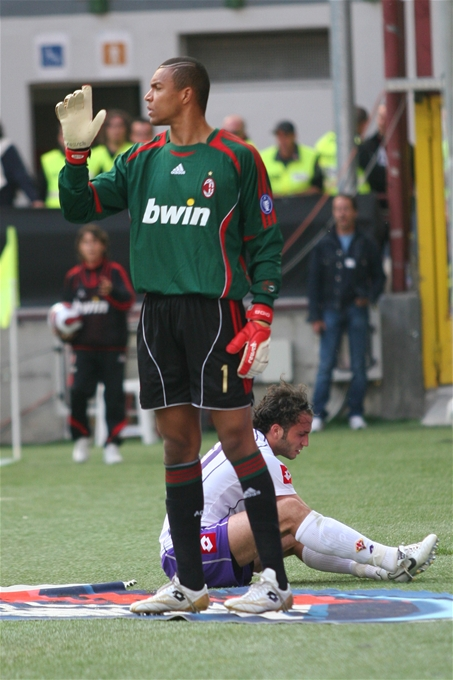
Dida
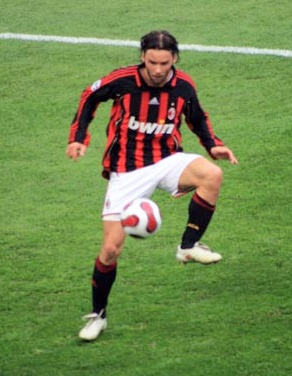
Marek Jankulovski
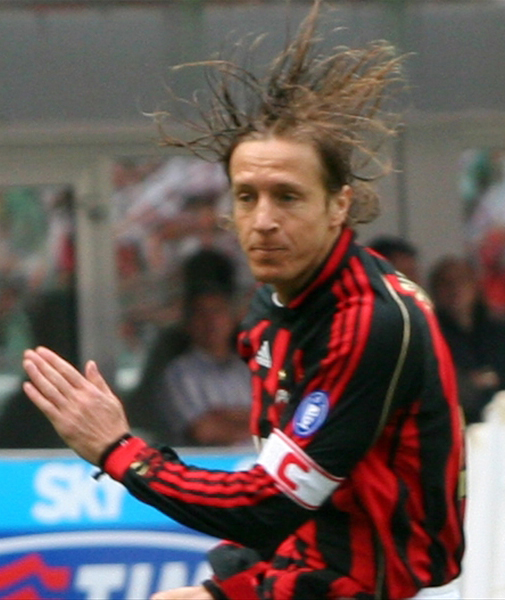
Massimo Ambrosini
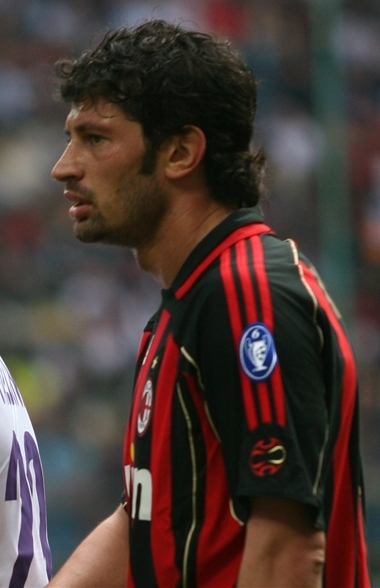
Kacha Kaladse
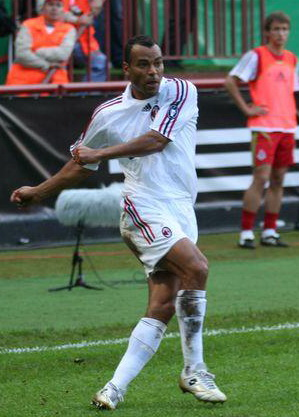
Cafu
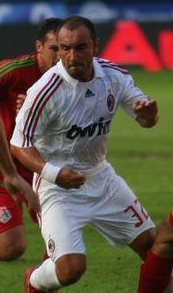
Cristian Brocchi
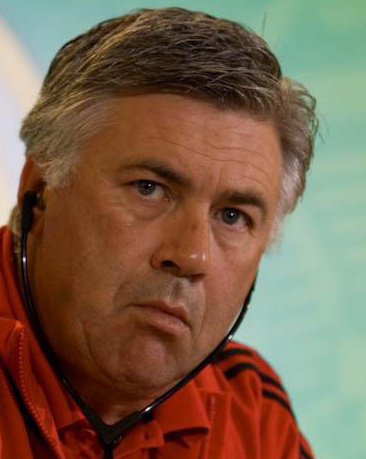
Carlo Ancelotti